# Observatoire d'Apache Point
L’observatoire d'Apache Point est un observatoire astronomique situé dans les monts Sacramento, près de Sunspot, à 29 kilomètres de Cloudcroft, au Nouveau-Mexique (États-Unis).
L'observatoire comprend un télescope de 3,5 m appartenant au Astrophysical Research Consortium (ARC, Consortium de recherche astrophysique), le télescope de 2,5 m du Sloan Digital Sky Survey (SDSS) et le télescope de 1 m de l'université d'État du Nouveau-Mexique (NMSU). Comme tous les observatoires professionnels, l'accès aux télescopes est restreint, mais le public peut se promener sur le site et profiter du centre qui inclut une maquette du télescope de 3,5 m ainsi que des plaques provenant du télescope Sloan.
En 2004, le télescope de 3,5 m a été modifié pour pouvoir accueillir un laser dans le cadre du programme APOLLO (en) dont le but est de mesurer la distance Terre-Lune (comme ce qui se fait actuellement au CERGA). Ce laser est opérationnel depuis 2005.
L'astéroïde (90022) Apache Point est nommé en son honneur.